# Kaskö sund
Kaskö sund (finska: Kaskistensalmi) är ett sund i Finland. Det ligger i landskapet Österbotten, i den sydvästra delen av landet, 300 km nordväst om huvudstaden Helsingfors.
Kaskö sund löper mellan Eskö i väster och Kaskö i öster. Yttre hamnen och Inre hamnen i Kaskö ligger vid Kaskö sund och en vägfärja mellan Kaskö och Eskö korsar sundet.